# Foul
Der Ausdruck Foul (englisch foul „schlecht“, „schmutzig“ → protogermanisch von fūlaz = faul, verrottet) bezeichnet im Sport – außer im Baseball – ein regelwidriges Verhalten: Ein Spieler missachtet während des laufenden Spieles eigene Pflichten oder gegnerische Rechte, wirkt auf einen Gegenspieler unsportlich ein und/oder er verhindert auf inkorrekte Weise einen unmittelbar bevorstehenden Erfolg des Gegners. Ein Spieler kann ein Foul absichtlich oder unabsichtlich als Folge einer missglückten regelgerechten Aktion begehen. Auch Fahrlässigkeit ist möglich. Ein Foul hat in den meisten Sportarten eine Spielunterbrechung durch den Schiedsrichter zur Folge.
Je nach Spielregeln und Schwere eines Fouls soll es mit einer Strafe belegt werden. Dies sind je nach Sportart verschiedene Bevorteilungen der durch das Foul benachteiligten Mannschaft, z. B. durch Freistoß, Freiwurf, Raumgewinn oder Strafpunkte sowie zusätzliche optionale oder auch obligatorische Personenstrafen wie Gelbe Karte (Verwarnung), Rote Karte (Ausschluss vom Spiel), Zeitstrafe (zeitweiliger Ausschluss vom Spiel).
Beim Snooker dient ein Foul als strategisches Mittel und ist sogar von zentraler Bedeutung, da das Provozieren eines Fouls meist einen Snooker voraussetzt, wonach das Spiel benannt ist. Dabei werden dem Gegner des Foulbegehenden stets Punkte gutgeschrieben.

## Fußball

### Definition in den Regeln
Nach den Fußballregeln sind sieben Vergehen definiert, die zu einem direkten Freistoß führen, wenn sie gegen einen gegnerischen Spieler ausgeführt werden:
- Rempeln, d. h. in nicht mehr angemessener Weise den Körper im Zweikampf einsetzen
- Anspringen
- Treten oder versuchtes Treten
- Beinstellen oder Versuch, ein Bein zu stellen
- Schlagen des Gegners oder Versuch, ihn zu schlagen
- Stoßen des Gegners
- Tackling mit dem Fuß oder Angriff mit einem anderen Körperteil

Hierbei genügt der reine Umstand des Vergehens, auf eine Absicht kommt es nicht an. Wird ein solches Vergehen rücksichtslos begangen, ist der Spieler zusätzlich zu verwarnen, ist es übermäßig hart oder gefährdet es die Gesundheit des Gegners, ist neben dem Freistoß ein Feldverweis auszusprechen.
Drei weitere Vergehen führen ebenfalls zu einem direkten Freistoß:
- Halten
- Anspucken oder Beißen
- Sperren ohne Kampf um den Ball, wenn es zu einem Körperkontakt kommt
- Absichtliches Handspiel (außer im Fall des Torwarts im eigenen Strafraum)

Beim Anspucken oder Beißen ist ebenfalls zusätzlich ein Feldverweis auszusprechen, in den anderen Fällen hängt die Aussprache einer persönlichen Disziplinarstrafe (Verwarnung oder Feldverweis) von weiteren Details ab.
Für alle genannten Fouls gilt, dass, wenn sie im Strafraum der verteidigenden Mannschaft durch einen verteidigenden Spieler oder den verteidigenden Torwart begangen werden, statt des Freistoßes ein Strafstoß verhängt wird.

### Arten von Fouls
Einige Fouls haben besondere Merkmale:

#### Offensivfoul
Ein Offensivfoul, oft auch als Stürmerfoul bezeichnet, liegt vor, wenn ein Spieler der angreifenden Mannschaft einen Gegenspieler foult.

#### Taktisches Foul
Unter einem taktischen Foul versteht man ein Foul, das ausschließlich aus taktischen Gründen begangen wird. Das Ziel eines taktischen Fouls ist es, eine Spielunterbrechung zu erreichen, wobei ein nachfolgender Ballbesitz des Gegners in Kauf genommen wird. Durch die Unterbrechung gewinnt die eigene Mannschaft Zeit, sich zu formieren und auf die neue Spielsituation einzustellen. Taktische Fouls werden häufig begangen, wenn der Gegner versucht, einen Konter vorzubereiten.
Taktische Fouls unterscheiden sich von gewöhnlichen durch mehrere Merkmale. „Normale“ Fouls werden in der Regel als letztes Mittel, den Gegner aufzuhalten, verwendet oder entstehen versehentlich. Unter anderem spielt häufig auch Aggression und Wut eine Rolle, etwa bei einer Blutgrätsche, was bei taktischen Fouls nicht der Fall ist. Stattdessen erfolgen Griffe an den Arm oder ans Trikot, was keine Gefährdung des Gegners nach sich zieht und den Schiedsrichter trotzdem dazu bewegt, das Spiel zu unterbrechen.
Taktische Fouls sorgen des Öfteren für Diskussionen, da sie das Reglement, das ja eigentlich für Fairness sorgen soll, zum Erreichen eines Vorteils ausnutzen. Unter anderem deshalb gibt es in einigen Sportarten (z. B. Fußball) für den Schiedsrichter die Möglichkeit, auf Vorteil zu entscheiden, wenn der gefoulte Spieler in Ballbesitz bleibt oder der Ball zu einem Mitspieler gelangt. Außerdem wird ein offensichtlich aus taktischen Motiven begangenes Foul im Fußball mit einer Verwarnung bestraft. So erhielt Michael Ballack im WM-Halbfinale 2002 nach einem taktischen Foul die Gelbe Karte und war damit für das Endspiel gesperrt.

#### Revanchefoul
Ein Foul, meist als Tätlichkeit ausgeführt, als Reaktion auf ein Foul des Gegners wird auch als Revanchefoul bezeichnet. Revanchefouls gelten immer als mindestens unsportlich und ziehen eine zusätzliche Verwarnung nach sich, sofern die Art des Fouls nicht zu einem Feldverweis führt.

#### „Notbremse“
Erkennt der Schiedsrichter, dass mit Foul eine klare Torchance verhindert wurde, verweist er den schuldigen Spieler mit der Roten Karte für die restliche Spieldauer des Feldes. Ein solches Foul wird umgangssprachlich meist als Notbremse bezeichnet.